# Pseudocarcinus
Pseudocarcinus là một chi cua trong họ Menippidae. 

## Các loài
Chi này được ghi nhân bao gồm hai loài, một loài còn tồn tại là cua khổng lồ Tasmania (Pseudocarcinus gigas) và loài hóa thạch Pseudocarcinus karlraubenheimeri từ kỷ Miocene của New Zealand.